# برايتولتون (باركشير)
برايتولتون (بالإنجليزية: Brightwalton)‏ هي قرية وأبرشية مدنية تقع في المملكة المتحدة في إنجلترا. يقدر عدد سكانها بـ 366 نسمة ومساحتها 8.45 كم2 .

## أعلام
- سيسيل كوري